# NSÍ Runavík
El Nes Sóknar Ítróttarfelag Runavík (en español: Club Deportivo del Municipio Nes de Runavík) es un club de fútbol de las Islas Feroe (Dinamarca), con sede en Runavík, fue fundado el 24 de marzo de 1957. Milita actualmente en la Primera División de las Islas Feroe, la liga de fútbol más importante del país.
En 2003 el NSÍ participó por primera vez en una competición europea.
En 2007, el club ganó la Primera División de las Islas Feroe por primera vez.
El club viste de color negro y amarillo. Su estadio, Runavík Stadium, tiene una capacidad para 4000 espectadores.

## Palmarés
- Primera División de las Islas Feroe (1): 2007
- Copa de Islas Feroe (3): 1986, 2002, 2017
- Supercopa de las Islas Feroe (1): 2008
- 1. deild (5): 1978, 1983, 1990, 1993, 1996

## Participación en competiciones de la UEFA
| Temporada | Torneo                        | Ronda            | Club                | Casa | Visita     | Global |
| --------- | ----------------------------- | ---------------- | ------------------- | ---- | ---------- | ------ |
| 2003–04   | UEFA Cup                      | Clasificatoria 1 | Lyn                 | 1–3  | 0–6        | 1–9    |
| 2004–05   | Copa Intertoto                | Clasificatoria 1 | Esbjerg             | 0–4  | 1–3        | 1–7    |
| 2005–06   | UEFA Cup                      | Clasificatoria 1 | Liepajas Metalurgs  | 0–3  | 0–3        | 0–6    |
| 2008–09   | UEFA Champions League         | Clasificatoria 1 | Dinamo Tbilisi      | 1–0  | 0–3        | 1–3    |
| 2009–10   | UEFA Europa League            | Clasificatoria 1 | Rosenborg           | 0–3  | 1–3        | 1–6    |
| 2010–11   | UEFA Europa League            | Clasificatoria 1 | Gefle               | 0–2  | 1–2        | 1–4    |
| 2011–12   | UEFA Europa League            | Clasificatoria 1 | Fulham              | 0–0  | 0–3        | 0–3    |
| 2012–13   | UEFA Europa League            | Clasificatoria 1 | Differdange         | 0–3  | 0–3        | 0–6    |
| 2015–16   | UEFA Europa League            | Clasificatoria 1 | Linfield            | 4–3  | 0–2        | 4–5    |
| 2016–17   | UEFA Europa League            | Clasificatoria 1 | Shakhtyor Soligorsk | 0–2  | 0–5        | 0–7    |
| 2017–18   | UEFA Europa League            | Clasificatoria 1 | Dinamo Minsk        | 0–2  | 1–2        | 1–4    |
| 2018–19   | UEFA Europa League            | Clasificatoria 1 | Hibernian           | 4–6  | 1–6        | 5–12   |
| 2019–20   | UEFA Europa League            | Ronda Preliminar | Ballymena United    | 0–0  | 0–2        | 0–2    |
| 2020–21   | UEFA Europa League            | Ronda Preliminar | Barry Town          | 5–1  | –          | 5–1    |
| 2020–21   | UEFA Europa League            | Primera ronda    | Aberdeen            | –    | 0–6        | 0–6    |
| 2021–22   | UEFA Europa Conference League | Clasificatoria 1 | Honka               | 1–3  | 0–0        | 1–3    |
| 2025-26   | UEFA Europa Conference League | Clasificatoria 1 | HJK Helsinki        | 4-0  | 0–5 (t.e.) | 4-5    |

## Entrenadores
- Abraham Løkin (1984)
- Asbjørn Mikkelsen (1984)
- Abraham Løkin (1986)
- Poli Justinussen (1987)
- Kim Truesen (1988)
- Bobby Bolton (enero de 1991–mayo de 1992)
- Trygvi Mortensen (mayo de 1992–diciembre de 1992)
- Petur Simonsen (enero de 1994–diciembre de 1994)
- Ian Salter (enero de 1995–julio de 1995)
- Meinhard Dalbúð &  Jógvan Nordbúð (agosto de 1995–diciembre de 1995)
- Petur Mohr (enero de 1997–diciembre de 1998)
- Milan Cimburovic (enero de 1999–abril de 1999)
- Trygvi Mortensen (mayo de 1999–diciembre de 2000)
- Petur Mohr (enero de 2001–diciembre de 2001)
- Jógvan Martin Olsen (enero de 2002–diciembre de 2004)
- Trygvi Mortensen (enero de 2005–agosto de 2006)
- Arnfinn Langgaard &  Bogi Lervig (septiembre de 2006–diciembre de 2006)
- Jóhan Nielsen (enero de 2007–diciembre de 2008)
- Pauli Poulsen (enero de 2009–diciembre de 2011)
- Kári Reynheim (enero de 2012–diciembre de 2012)
- Abraham Løkin (enero de 2013–junio de 2013)
- Heðin Askham (julio de 2013–diciembre de 2013)
- Trygvi Mortensen (enero de 2014– diciembre de 2015)
- Anders Gerber (enero de 2016-noviembre de 2017)
- Samal Erik Heintze (noviembre de 2017-noviembre de 2018)
- Guthjon Thordarson (noviembre de 2018-noviembre de 2019)
- Glenn Stahl (noviembre de 2019-septiembre de 2020)
- Allan K. Jepsen (octubre de 2020–julio de 2021)
- Bill McLeod Jacobsen (agosto de 2021–diciembre de 2021)

## Jugadores

### Jugadores destacados
| - Ulrik Balling - Egil á Bø - Hjalgrím Elttør - Jens Martin Knudsen | - Abraham Løkin - Bogi Løkin - Pól Thorsteinsson - Mamuka Toronjadze |